# ボールドウィンDR-6シリーズディーゼル機関車

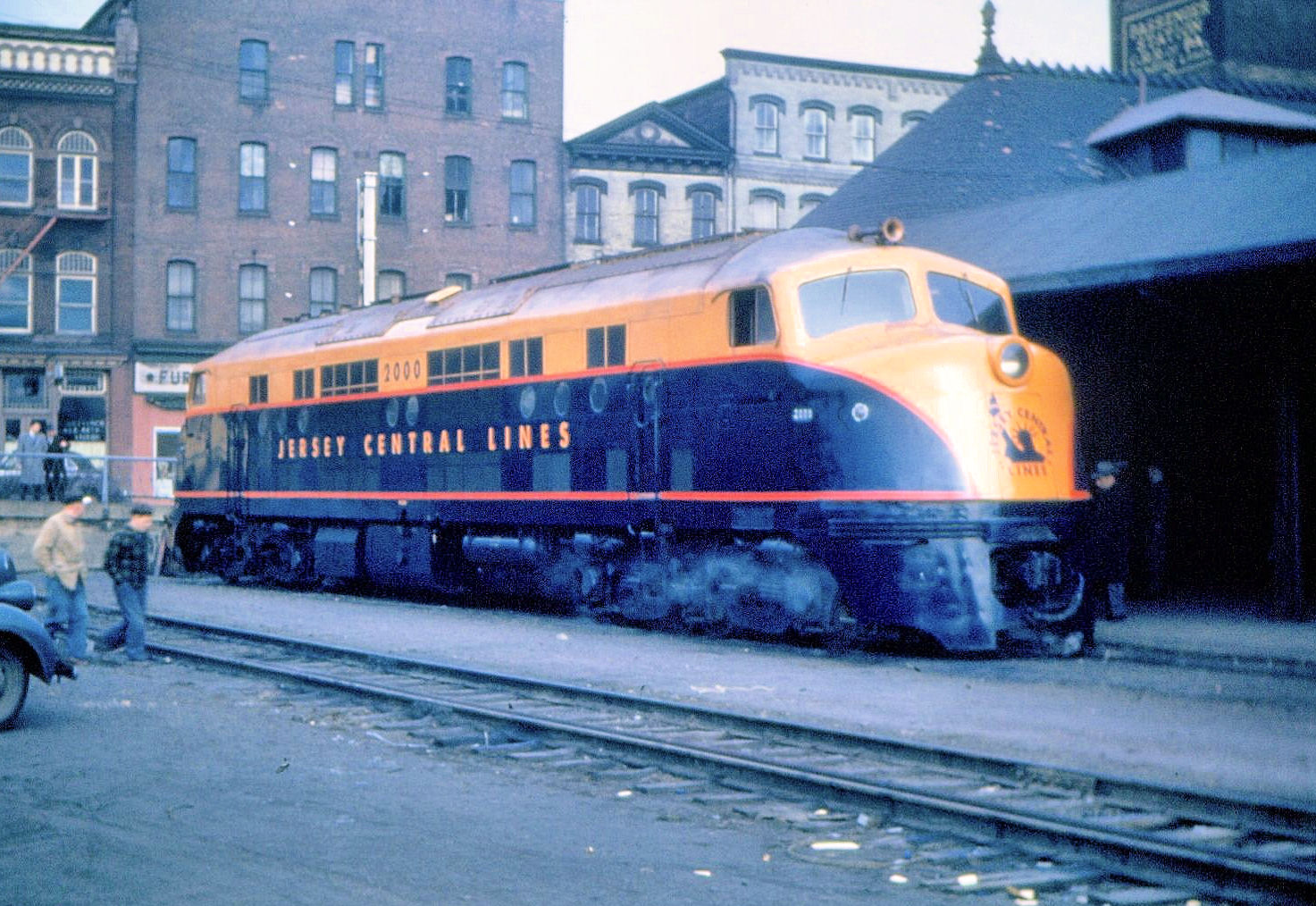
ニュージャージー・セントラル鉄道に配備されたDR-6機関車

ボールドウィンDR-6シリーズは、1945年から1948年の間にアメリカのボールドウィン・ロコモティブ・ワークスが製造したの6軸の本線向け旅客用電気式ディーゼル機関車である。DR-6-4-2000を基本に各鉄道会社の仕様に合わせた8つのバリエーションが存在し、エンジン型式や個数の異なる派生形式を含めた合計39両が各社に納入された。
形式名のDRは「Diesel Road locomotive」、すなわち「本線用ディーゼル機関車」を表し、続く6は車軸数、続く数字は動軸数、末尾の数字は原動機の合計出力を馬力で表している。出力は2桁と4桁の表記パターンが存在し、2桁の場合は千と百の位で表記される。軸配置はA1A-A1AまたはA1A-3であり、車体下部には合計6軸の車輪が並ぶことが共通している。

## DR-6-4-2000

### ボールドウィンのデモ車
1945年にデモ車が2両製造された。後年のモデルと異なり、8気筒のVO型エンジンを2基搭載していた。センチピードの試作車のような高運転台とプラウを備えていたが、センチピードほどのロングノーズではなかった。この2両は2000号・2001号というロードナンバーを与えられ、メキシコ国鉄に売却されたあとは6000号・6001号となった。

### 608NA型エンジン搭載車
3つの鉄道会社に合計で9両が納入された。外観は各社とも異なるが、608NA型エンジンを搭載する点は共通している。

#### セントラル・レールロード・オブ・ニュージャージー (CNJ)
CNJは6両を発注し、2000〜2005号とした。北米の機関車の流儀と異なり両端に運転台を備え、そのためにヤーヌス(ローマ神話における二面の神の名)というニックネームがついた。この車両の前面形状はベビーフェースと呼ばれ、のちのボールドウィンの他の機関車にもそのニックネームが流用された。
当初の塗色は、車体の下半分が深い青、上半分が金黄であった。

#### ガルフ・モバイル・アンド・オハイオ鉄道 (GM&O)
ガルフ・モバイル・アンド・オハイオ鉄道 (GM&O)は2両を購入し、280・281号とした。この2両は運転台を一端にしか持たない車両であった。

#### メキシコ国鉄 (NdeM)
メキシコ国鉄はデモ車を2両購入したあと、さらに1両を求め、6002号とした。外観はデモ車に似ていたが、エンジンは608NA型であった。

### 606SC型エンジン搭載車
ペンシルバニア鉄道(PRR)用に製造されたグループで、1948年に納入された。車体形状はシャークノーズ(サメの鼻の意)と呼ばれるノーズ(ボンネット)部の一部を尖らせたものとなった。このデザインはレイモンド・ローウィによるものであり、その3年前から製造が開始されたT1形蒸気機関車の流れを組むものであった。ディーゼル機関車のシャークノーズシリーズとしては最初のものであった。
18両のAユニットと9両のBユニットが製造され、A-B-Aユニットという組み合わせで使用された。3両での合計出力は6000馬力(4500kW)である。PRRでの形式はBP-20とされた。BPは「Baldwin Passenger」(ボールドウィン製の旅客用機関車)を、20は1両あたりの出力の千と百の位の数字である。
当初はブロードウェイ特急のような急行列車に使用されたが、問題が生じたために運用から外された。晩年はニューヨークとニュージャージー州ロングビーチ間の通勤列車牽引に充当された。一部車両はエンジン出力を落としてBF16zとされ、貨物列車に充当された。

## DR-6-2-1000
エンジンを1基搭載とし片方の台車を付随台車とした、軸配置A1A-3のDR-6-2-1000がシカゴ・アンド・ノース・ウェスタン鉄道用に製造された。搭載するエンジンは606SC型で、出力は1000馬力(750kW)である。
DR-6-4-2000でもう1基のエンジンが搭載されている後部スペースは荷物室とされた。同様の例はシカゴ・ロック・アイランド・アンド・パシフィック鉄道のEMD AB6に見ることができる。

## DR-6-4-1500
1500馬力(1120kW)の608SCエンジンを1基搭載した軸配置A1A-A1AのDR-6-4-1500も製造した。前面形状はベビーフェース、車体長はエンジンが2基から1基となった分短くなった。
Aユニットが7両が製造され、4両がニューヨーク・セントラル鉄道(NYC)に(3200-3203号)、3両がシーボード・エア・ライン鉄道(SAL)に(2700-2702号)が納められた。Bユニットは2両製造され、NYCの3210-3211号となった。